# Monument du millénaire de la Chine
Le monument du millénaire de la Chine est une architecture en forme de cadran solaire construite pour commémorer l'an 2000 située à Pékin.

## Le monument
À la tête du cloître se trouve la partie principale du monument du millénaire, qui se compose de deux parties appelées « Qian » et « Kun ». « Kun » est la structure statique, en forme de gradins, en forme de pyramide, qui est disposée sur le mur extérieur de l'architecture dans une construction de voie, portant les structures symboliques gravées des 56 nationalités de Chine. Au centre de la structure statique se trouve « Qian », une zone circulaire rotative de 1700 mètres carrés qui couvre une révolution par jour à un angle d'inclinaison de 19,4 degrés. Une scène d'un diamètre de 14 mètres au milieu de la structure tournante sert d'arène centrale pour les performances artistiques, la danse et le chant, ainsi que d'autres grands événements en plein air. Au sommet du monument, un pointeur est inséré dans le pointeur de 45 mètres de haut, qui ressemble au cadran solaire du musée du palais. Le pointeur est un symbole de l'extension de l'espace-temps, qui incarne l'esprit toujours en marche des Chinois.
Monument du millénaire de la Chine
À l'entrée sud se trouve une plaque de marbre blanc sur laquelle sont gravés les cinq caractères chinois Zhong, Hua, Shi, Ji et Tan, écrits par l'ancien président de la république populaire de Chine Jiang Zemin. À l'intérieur de l'entrée sud du monument se trouve la place du feu sacré (sheng huǒ guǎng chǎng). La place se trouve à un mètre sous le niveau du monument et est pavée de 960 morceaux de granit, ce qui symbolise la montée en puissance de la nation chinoise avec la douce montée du sol centripète. Les 960 morceaux de granit représentent les 9,6 millions de kilomètres carrés du territoire de la Chine, le feu sacré de la Chine se trouvant au centre de la place. La flamme qui brûle constamment mesure environ 45 centimètres de haut et trouve son origine dans l'enceinte de l'homme de Pékin à Zhoukoudian, à environ 50 kilomètres de Pékin, d'où elle est alimentée en gaz naturel. C'est un signe de la créativité incessante de la civilisation chinoise.
Le long des côtés est et ouest de la place du feu sacré, il y a des cascades d'eau qui coulent régulièrement dans les escaliers. Ils symbolisent les fleuves mères de la nation chinoise : les fleuves Yangtze et Jaune (Huang He). Si vous marchez le long de la place vers le monument, vous arrivez au tunnel de bronze de 270 mètres de long (Qing tong yǒng Dào). Au centre du tunnel se trouve un panneau en bronze de trois mètres de large qui chronographe les événements de la science, de la technologie, de la culture, de l'éducation et d'autres aspects de 300 millions d'années avant la création de l'humanité à l'an 2000 après J.-C. du sud au nord.
Le monument chinois du millénaire représente le développement harmonieux entre l'homme et la nature, les couleurs principales du monument sont le jaune et le vert. Les Chinois représentent l'esprit culturel par la couleur jaune et la combinaison du ciel et de l'homme, par la couleur verte, selon une philosophie traditionnelle chinoise.

## Le musée d'art mondial
Dans le monument du millénaire de la Chine, il y a un musée d'art, le musée d'art mondial de Pékin (Shi jie yì shu guǎn). C'est la première institution nationale à but non lucratif en Chine engagée dans la collection, l'exposition et la recherche sur l'art mondial. En collaborant avec des musées, des écoles et d'autres institutions éducatives du monde entier, il s'efforce de familiariser la population locale avec la civilisation humaine au sens large et sert à promouvoir la communication culturelle et l'éducation artistique. De cette façon, il devient une fenêtre sur le monde de l'art.